# Atis Ķeniņš
Atis Ķeniņš (ur. 28 lipca 1874 w gminie Grenču, pow. Tukum, Gubernia kurlandzka, zm. 9 marca 1961 w Rydze) – łotewski prawnik i nauczyciel, tymczasowy przedstawiciel (poseł) Republiki Łotewskiej w Polsce (1919–1921), minister oświaty i sprawiedliwości (1931–1933). 

## Biogram
W 1894 ukończył seminarium pedagogiczne w Irławie koło Tukumu, po czym pracował jako nauczyciel w Mitawie, Līvbērze i Zemīte. W 1900 znalazł się w Rydze, gdzie założył prywatne gimnazjum. Był szefem wydawnictwa "Zalktis". W czasie I wojny światowej zasiadał w redakcji pisma "Dzimtenes Atbalss". W 1918 został absolwentem Wydziału Prawa Uniwersytetu Moskiewskiego. Po powrocie na Łotwę w 1918 zasiadł w Łotewskiej Radzie Narodowej. 
Od listopada 1919 do maja 1921 pełnił obowiązki czasowego przedstawiciela Łotwy w RP. Po powrocie do kraju założył w Rydze Szkołę Wyższą, na której wykładał. W latach 1931–1933 sprawował urząd ministra sprawiedliwości i oświaty Republiki. Do 1935 pracował jako doradca prawny w Departamencie Szos i Dróg Wiejskich Ministerstwa Komunikacji.
W lipcu 1940 próbował wystartować w wyborach do Sejmu Ludowego Łotwy z listy tzw. Bloku Demokratycznego, jednak władze sowieckie uniemożliwiły wystawienie konkurencyjnej listy niekomunistycznej. We wrześniu 1940 aresztowany i uwięziony w Rydze, skazany w styczniu 1941 w pokazowym procesie na 5 lat zsyłki w Kazachstanie. W obwodzie akmolskim pracował jako nauczyciel. Od lutego 1944 przebywał w Moskwie, w listopadzie powrócił do Rygi, gdzie pracował w Państwowym Instytucie Pedagogicznym Łotewskiej SRR (Latvijas Valsts pedagoģiskā institūts) oraz w Instytucie Literatury i Językoznawstwa Akademii Nauk Łotewskiej SRR. W 1951 ponownie aresztowany za działalność antypaństwową i zesłany do obwodu kokczetawskiego w Kazachstanie na 10 lat. Zatrudniony w Szczuczyńsku jako nauczyciel. W 1955 zwolniony, zezwolono mu powrócić do Rygi. 
Odznaczony Orderem Trzech Gwiazd III klasy. 